# Bartók / Beethoven / Schönberg Repertory Evening
Bartók / Beethoven / Schönberg Repertory Evening est un ballet de danse contemporaine de la chorégraphe belge Anne Teresa De Keersmaeker, créé en 2006 pour la compagnie Rosas dans le cadre d'une soirée répertoire.

## Structure

### Quatuorno4
Après Bartók/Aantekeningen (1986) et Bartók/Mikrokosmos (1987) c'est la troisième fois que De Keersmaeker utilise le Quatuor no 4 comme support de son travail.

## Fiche technique
- Chorégraphie : Anne Teresa De Keersmaeker
- Danseurs à la création : Bostjan Antoncic, Nordine Berchorf, Tale Dolven, Kosi Hidama, Kaya Kołodziejczyk, Cynthia Loemij, Mark Lorimer (en), Moya Michael, Elizaveta Penkóva, Zsuzsa Rozsavölgyi, Taka Shamoto (nl), Igor Shyshko, Clinton Stringer
- Musique : Quatuor à cordes nº 4 de Béla Bartók, Grande Fugue op.133 de Beethoven, et La Nuit transfigurée d'Arnold Schönberg
- Scénographie : Jean-Luc Ducourt, Gilles Aillaud, Vincio Cheli, Jan Joris Lamers, Herman Sorgeloos, et Anne Teresa De Keersmaeker
- Costumes : Compagnie Rosas, Nathalie Douxfils, et Rudy Sabounghi
- Production : Compagnie Rosas et La Monnaie de Bruxelles avec le Grand Théâtre de Luxembourg
- Première : 2006
- Représentations :
- Durée :